# الغواصة الألمانية يو-119 (1942)
غواصة يو-119  غواصة يو بوت ألمانية لزراعة الألغام من الفئة العاشرة بي بنيت لسلاح بحرية ألمانيا النازية كريغسمارينه، في أحواض فريدريش كروب في كيل خلال الحرب العالمية الثانية.